# Joseph Gennangi
Joseph Gennangi (* 30. September 1898 in Mardin, Syrien, heute Türkei; † 22. Oktober 1981) war der erste armenisch-katholische Bischof der 1954 neu gegründeten Eparchie Kamichlié in Syrien.

## Leben
Joseph Gennangi empfing am 3. April 1921 die Priesterweihe. Am 21. Oktober 1954 ernannte man ihn zum Bischof von Kamichlié. Der Patriarch von Kilikien Kardinal Krikor Bedros XV. Agagianian und die Mitkonsekratoren Erzbischof Iknadios Batanian von Aleppo und Weihbischof Guregh Hovhannes Zohrabian in Kilikien spendeten ihm am 12. Dezember 1954 die Bischofsweihe. Nach seiner altersgemäßen Emeritierung am 20. November 1972 erhielt er die Ernennung zum Titularbischof von Adana degli Armeni und war bis zu seinem Tod am 22. Oktober 1981 Altbischof von Kamichlié.
Er nahm an drei Sitzungsperioden des Zweiten Vatikanischen Konzils teil und war Mitkonsekrator bei Paul Coussa, Weihbischof im Syrisch-katholischen Patriarchat von Antiochia, zum Titularbischof von Colonia in Armenia.